# Козлово (Плоцький повіт)
Козлово (пол. Kozłowo) — село в Польщі, у гміні Дробін Плоцького повіту Мазовецького воєводства.
Населення — 287 осіб (2011).
У 1975-1998 роках село належало до Плоцького воєводства.

## Демографія
Демографічна структура станом на 31 березня 2011 року:
|          | Загалом | Допрацездатний вік | Працездатний вік | Постпрацездатний вік |
| -------- | ------- | ------------------ | ---------------- | -------------------- |
| Чоловіки | 139     | 35                 | 87               | 17                   |
| Жінки    | 148     | 38                 | 74               | 36                   |
| Разом    | 287     | 73                 | 161              | 53                   |